# Ivan Althuber
Ivan Althuber (Bressanone, 28 marzo 1994) è un ex hockeista su ghiaccio italiano. Di ruolo difensore, per le sue doti offensive è stato tuttavia schierato, nel corso della sua carriera, diverse volte come attaccante.
Ha sempre vestito la maglia del Val Pusteria, se si eccettuano alcuni incontri disputati nel corso degli con i farm team della squadra brissinese. In carriera ha vinto per due volte la Supercoppa italiana. Ha annunciato il ritiro al termine della stagione 2024-2025.
Con la maglia azzurra disputato un'edizione dei mondiali Under-18 e una dei mondiali Under-20.

## Palmarès
- Supercoppa italiana: 2

Val Pusteria: 2014, 2016